# Los Nenes Del Blin Blin
Los Nenes Del Blin Blin era il nome del mixtape del gruppo musicale portoricano Plan B che sarebbe dovuto uscire nel 2005. Mai pubblicato ufficialmente, sono state rese disponibili 9 tracce.

## Tracce
1. Intro: Toma Perreo (feat. Amaro)
2. Frikitona
3. Temprano
4. Guatagato (feat. Carifresco)
5. Te Ando Buscando (feat. Maicol y Manuel)
6. Ya Regresé (feat. Amaro)
7. Plan B Mix
8. Rebulera De Amor (feat. Amaro)
9. Suave (feat. Amaro)